# جوزيف كوو
جوزيف كوو (بالصينية: 顧嘉輝) هو ملحن صيني، ولد في 1933 في غوانزو في الصين.

## وصلات خارجية
- جوزيف كوو على موقع IMDb (الإنجليزية)
- جوزيف كوو على موقع ألو سيني (الفرنسية)
- جوزيف كوو على موقع ميوزك برينز (الإنجليزية)
- جوزيف كوو على موقع أول ميوزيك (الإنجليزية)
- جوزيف كوو على موقع ديسكوغز (الإنجليزية)
- جوزيف كوو على موقع ديسكوغز (الإنجليزية)
- جوزيف كوو على موقع قاعدة بيانات الفيلم (الإنجليزية)